# Isabelle Vernós
Isabelle Vernós (Madrid, 1959) es una bioquímica e investigadora española.

## Biografía
Nacida en Madrid, España de familia de origen francés creció entre Versalles y Asturias. Cursó estudios superiores en Madrid donde se doctoró en Bioquímica en la Universidad Autónoma, para realizar después estudios posdoctorales en la Universidad de Cambridge. Entre 1992 y 2005 desarrolló su carrera investigadora en el Laboratorio Europeo de Biología Molecular de la Universidad de Heidelberg en Alemania. Desde 2005 es profesora de investigación en el Institución Catalana de Investigación y Estudios Avanzados (ICREA) en el Centro de Regulación Genómica de Barcelona, donde dirige el grupo sobre Función de Microtúbulos y División Celular. Desde el mismo año es miembro de la Organización Europea de Biología Molecular.
En 2012 fue elegida para formar parte del entonces recién creado Consejo Asesor de Ciencia, Tecnología e Innovación de la Secretaría de Estado de I+D+i, una institución formada por científicos y agentes sociales destinada a asesorar sobre las políticas de desarrollo e innovación científica y en la que fue la única mujer. Desde el año 2014 es miembro del consejo científico del Consejo Europeo de Investigación, la institución encargada de impulsar la investigación de alto nivel en Europa.
En 2016 fue galardonada con la Medalla Narcís Monturiol que otorga la Generalidad de Cataluña.